# Поход Хворостинина в Дагестан
Поход русских войск в Дагестан в 1594 году — под командованием окольничего воеводы князя А. И. Хворостинина имел своей целью захват Сулакского брода, стратегически важного для укрепления южных рубежей Русского царства, и заложении на том месте Койсинского городка (Койсинского острога), одного из составляющей кавказской линии. Другой целью был захват столицы Тарковского шамхала — Тарков — для стабилизации путей сообщения между Русским и Кахетинским царствами. Первая цель была достигнута. Вторая не увенчалась успехом.

## Предпосылки
В конце XVI века Кавказ был ареной вооружённого противостояния между Османским, Сефевидским и Русским государствами, каждое из которых стремилось утвердить своё господство в данном регионе, периодически договариваясь о разделе сфер влияния. В ходе Ирано-турецких войн Кахетинское царство и армянское население в Закавказье испытывали жестокие притеснения. Кроме того Грузинские земли подвергались систематическим набегам северокавказских горцев. Кахетинский царь Александр II, стремившийся вступить в русское подданство, настойчиво просил царя Фёдора I послать на шамхала свою рать. Между тем отношения Терских воевод с Тарковским шамхалом Сурхаем складывались не в лучшую сторону. Последний, по сообщению С. М. Броневского: «наносил беспокойствия российским селениям». Кроме того, шамхал вероломно захватил служилого кабардинского мурзу Мамстрюка (брата царицы Марии Темрюковны) и, держа в заточении, безуспешно склонял его отказаться от царской службы. В 1589 году от 25 сентября Терский воевода Хворостинин писал царю, что шамхал послов присылает только с «бездельем» высматривать город, да людей ратных. Воевода так же докладывал о успешных результатах столкновений казачьих отрядов с «горскими людьми».
Вняв просьбам грузинских послов, в конце 1589 года Хворостинин послал на шамхала воеводу Г. Засекина, о чём царь Александр был тут же оповещён. Шамхал был ранен в битве и с большими потерями отступил в горы, оставив в руках русских р. Койсу (современный Сулак). Русскими войсками был сожжён Эндирей (Андреево селенье) и захвачено большое количество пленных. Зять шамхала, крымский царевич Мурад Герай (Мурат-Кирей), ходатайствовал перед царём, чтобы последний вернул свою рать, а шамхал, в свою очередь, «государю челом бить будет». Но данные действия не повлияли на Шамхала, и вскоре он совершил очередной набег на грузинские земли. Кахетинские азнауры отразили набег, а отрубленные неприятельские головы отправили к шамхалу. Последний отправил послов к османскому султану Мураду III, прося у него посылки на Грузию войска и защиты единоверцев от посягательства на их земли русских.
В 1592 году в Москву вновь прибыло грузинское посольство. Александр в своей грамоте уверял царя Фёдора, что для усмирения шамхала и очистки путей сообщения, необходимо занять Тарки и посадить туда «государевых людей». Со своей стороны Александр обязался выслать для совместных боевых действий грузинское войско во главе с царевичем Юрием (Георгием). На Шамхальство в Тарках планировалось посадить свата Александра Крым-Шамхала кабардино-балкарского. Для утверждения совместных действий к царю Александру в 1593 году было отправлено русское посольство.
В то же время шах Персии Аббас I, с которым у царя Фёдора на тот момент были дружеские отношения, просил оказать давление на шамхала, который совершал набеги на персидские владения.

## Сведения Аллаги
В походе принимал участие некий Аллаги (Уллу-Агъай) из Дербента, «который был в вожех» (проводником) при Хворостинине. Первый предоставил Терским воеводам достоверные данные о местонахождении и численности регулярной конницы дагестанских, самостоятельных или находящихся в феодальной зависимости от более крупных феодалов.
| Владение                                                       | Владетель                            | Вассалитет                 | Численность        |
| -------------------------------------------------------------- | ------------------------------------ | -------------------------- | ------------------ |
| Эндирей                                                        | Султан-Махмуд с братьями             |                            | 200                |
| Куен                                                           | (местный мурза)                      | вассал Султан-Махмуда      | 70                 |
| Карагач                                                        | Нуцал (сын шамхала)                  | вассал Султан-Махмуда      | 200                |
| Тюменское владение                                             | Салтаней                             | вассал Султан-Махмуда      | 100                |
| Тарки                                                          | Сурхай-шамхал                        |                            | 50                 |
| Казанище                                                       | Сурхай-шамхал                        |                            | 200                |
| Кумторкал (Таркалы)                                            | Сурхай (младший)                     | вассал Тарковского шамхала | 50                 |
| Тёплые воды («Горячий Колодезь»)                               | Ахмат-хан                            | вассал Тарковского шамхала | 30                 |
| Кафыр-Кумух (Кафыр-Кумык)                                      | Андий                                | вассал Тарковского шамхала | 150                |
| Темир-Хан-Шура (Шурань)                                        | Темир-хан                            | вассал Тарковского шамхала | 10                 |
| Карабудахкент                                                  | (местный мурза)                      | вассал Тарковского шамхала | 100                |
| Губден (Когдень)                                               | (племянник шамхала)                  | вассал Тарковского шамхала | 200                |
| кабак Бойнак                                                   | (племянник шамхала)                  | вассал Тарковского шамхала | 20                 |
| кабак Ухли                                                     | (зять шамхала)                       |                            | 50                 |
| кабак Акуша (Аркуша)                                           | Бурунчи                              | вассал Тарковского шамхала | 30                 |
| кабак Апшима                                                   | Казый                                | вассал Тарковского шамхала | 20                 |
| кабак Доргели                                                  | Мехдей (сын Крым-шамхала)            |                            | 100                |
| кабак Дженгутай (Юнгутей)                                      | Сурхай (племянник Крым-шамхала)      |                            | 100                |
| кабак Улушура                                                  | Салтан (племянник шамхала)           |                            | 30                 |
| кабак Хили                                                     | Алибек                               | вассал Тарковского шамхала | 50                 |
| кабак Кадар (Калдар)                                           | Мирза                                |                            | 50                 |
| кабак Эрпели                                                   | Будачей с братьями                   |                            | 400                |
| Кази-Кумух                                                     | Али-бек с братьями                   |                            | 500                |
| кабак Харакула                                                 | Салтан-Магмет                        |                            | 50                 |
| кабак Бортю (по другой версии Буртунай) (в нагорном Дагестане) | Кайтмаз                              |                            | 30                 |
| Царкур (граничит с грузинскими землями)                        | Адикорклю                            |                            | 200                |
| кабак Калакура (Кайтагское уцмийство)                          | уцмий (Усмый) (Султан-Ахмед-хан — ?) |                            | 500 + (700 пехоты) |
| кабак Утимиш                                                   | Халебек                              |                            | 300                |
| Табасаранское майсумство (между «Кумык» и Дербентом)           | майсум Кадит (сын Зихрара)           |                            | 500                |

Насчитав 5000 регулярной конницы, Аллаги также доносил:
…а только соберутся кумыцкие и горские люди и черкасы, и всего их будет с 15 000 конных оприч [не считая] пеших людей.
Однако в расчёт не был взят аварский хан, находившийся до того на службе у Терских воевод, но под давлением шамхала переменивший внешнеполитическую ориентацию.

## Поход
После возвращения в 1594 году из Грузии послов князя Звенигородского и дьяка Антонова начались приготовления к походу. Было велено выдать участникам предстоящей экспедиции: по «осмине» (¼ кади) муки на человека, круп и толокна по четверти (чети) «или больше» на каждые 10 человек и конным по четверти овса. «А если же они для нужды станут просить денег, то дать им по полтине на брата». Собранное в Астрахани войско из 1000 волжских и 500 яицких казаков выступило в назначенный пункт сбора Терки. Там к ним присоединились 1000 терских казаков. Общая численность походного войска со стрельцами составляла около 5000.
Шамхал с кумыками и ногайцами встретил русское войско на р. Койсу, но удержать переправы не сумел и отступил к Таркам. Тут же, на месте сулакского брода, через который обычно переправлялась крымская конница, Хворостинин заложил опорный пункт (Койсинский острог), и, оставив в нём гарнизон в 1000 стрельцов под руководством князя-воеводы В. Долгорукова, с остальным войском двинулся на Тарки.

### Тарковское сидение

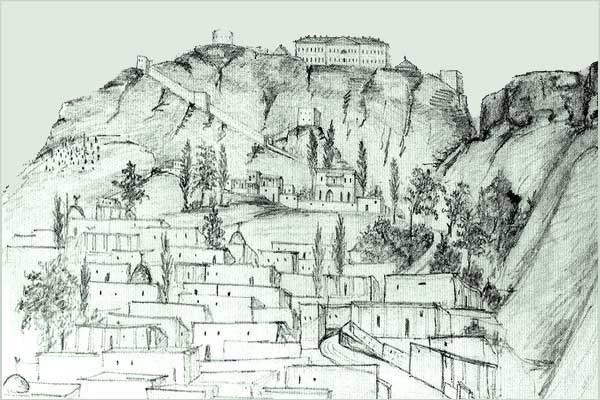
Тарки. Вид со стороны Каспийского моря. Зарисовка Милютина Д. А.

Тарки, расположенные на склоне горы в виде амфитеатра, в то время не имели сложных укреплений, и русским не составило особого труда их захватить. Шамхал бежал в горы для сбора войска. Хворостинин тут же приступил к сооружению укреплений, ожидая прихода Крым-Шамхала и грузинского войска с царевичем Юрием. Однако, по словам С. М. Соловьёва: «вместо них явились неприятели, разные горские народы». Шамхал не шёл на переговоры и избегал прямых столкновений с русскими, изматывая последних мелкими налётами и держа Тарки в широкой блокаде. Горцы не давали русским покоя ни днём, ни ночью. По словам В. А. Потто: «Шамхал был сторонником выжидательного способа ведения войны и следовал дагестанскому правилу — Ловить скорпиона за хвост». Особой целью были тыловые сообщения русских. Ни один транспорт не доходил до Тарков и из них благополучно. Между тем из-за усиленных работ в жаркую погоду и нехватки продовольствия в русском войске начала развиваться лихорадка. Число больных и раненных в боях с горцами росло с каждым днём. Тем временем войско шамхала пополнялось прибытием всё новых пополнений. Небольшую поддержку шамхалу оказал аварский хан. Кольцо блокады постепенно сужалось.

### Отход русских войск
Не дождавшись даже к осени грузинского войска и Крым-Шамхала, которого следовало посадить в Тарках, Хворостинин видел своё нахождение в них «безнадёжным и бесцельным». В этих обстоятельствах воевода принял решение о выводе своего войска на родину. Однако, ввиду тесной блокады Тарков крупными силами неприятеля, движение должно было сопровождаться большими потерями. Ситуацию усугубляло и большое количество среди русского войска больных и раненых. Боеспособными оставались едва половина от общего числа осаждённых. На собранном совете, после непродолжительных споров, было решено оставить в Тарках излишние тяжести и ночью скрытно покинуть «своё завоевание».
Выбрав тёмную ночь, русское войско выступило из Тарков и сумело, минуя неприятельские кордоны, незаметно уйти на дальнее расстояние. Однако, благодаря той же темноте, войско сбилось с пути и зашло в болотистое низовье р. Шура-озени. Спохватились только, когда через туман проглянула предрассветная луна. Казаки бросились в разные стороны, разыскивая путь, и наткнулись на ногайский «кош» (общину), где схватили мальчика пастуха, не успевшего укрыться вместе со взрослыми. Последний только после рассвета смог вывести русских на нужную дорогу. Кумыки тем временем уже обнаружили, что русские покинули Тарки, и устремились за ними в погоню. Уходящую рать начали настигать конные отряды горцев, завязывая с ними бой. Стрельцы с казаками отражали налёты неприятеля и, ускоряя ход, продолжали движение. К полудню появились главные силы шамхала и начали со всех сторон производить неистовые атаки на двигающуюся колонну. Муллы с поднятыми над головами «священными свитками» (манускриптами) с завыванием читали стихи Корана, вдохновляя «правоверных мусульман» на битву с «кафирами». Русские периодически останавливались и, выстраиваясь в кольцо, упорно отбивали атаки. Затем, «устилая путь каждого перехода телами убитых и раненых своих и неприятельских», двигались дальше. Приходилось бросать повозки не только с тяжёлым грузом, но и с больными и ранеными, на которых тут же набрасывались атакующие, производя поголовное их истребление. Летописи сообщают, что при отступлении, в том бою погибли «государевы люди» — Иван Васильев сын Измайлов, Иван Петров сын Фёдоров и многие другие дворяне, головы стрелецкие и сотники.
К ночи, при приближении русской рати к опорному пункту на Сулаке, где находился князь Долгоруков с 1000 стрельцами, кумыки прекратили своё преследование.

## Последствия
В Койсинский острог вошла ¼ часть, от общего числа войска, ранее выступавшего из него на Тарки. Общие потери русского войска в том походе составили 3000 человек. Согласно преданиям, из 1000 терских (гребенских) казаков, выступивших в поход, домой вернулось не более 300 человек.
Ответственность за поражение в походе всецело была возложена на царя Александра, не приславшего, согласно договору, своё войско. Александр указывал на непроходимость гор, однако царь Фёдор отвечал, что «если разбойник шамхал находит дорогу в Грузию, то и войско Иверийское могло бы найти путь к Таркам».

## Первоисточники
- ПСРЛ Т. 14. Ч. I. // Глава 41. О посланіи воеводъ въ Шаѳкалы / Под ред. С. Ф. Платонова и П. Г. Васенко. — СПб.: Тип. М. А. Александрова, 1910. — С. 45—46. — 154 с.
- Новый лѣтописецъ, составленный въ царствованіе Михаила Ѳеодоровича. Издан по списку кн. Оболенского / Ценз. В. Флёров. — М., 1853. — С. 40.
- Рукописный сборник казачьих преданий Ф. Ф. Федюшкина.
- Предания, сохранившиеся в семействах Джембойлуковскаго муллы Кур-Магома.
- Предания Костековскаго владельца Будай-хана Гамзина.
- Предания Аксаевского князя Уцмиева Х. М.
- Материалы Синюхаева // Дела Грузинские № 1.